# Pomp and Circumstance
Pomp and Circumstance (plným názvem Pomp and Circumstance Military Marches), Op. 39, je cyklus původně pěti, později šesti orchestrálních pochodů, které zkomponoval anglický skladatel Edward Elgar.

## Název
Název cyklu, který se do češtiny většinou překládá jako Slavnostní vojenské pochody, op. 39, byl inspirován veršem z Shakespearovy divadelní hry Othello:
| Othello (3. dějství, scéna 3.) Farewell the neighing steed, and the shrill trump, The spirit-stirring drum, the ear-piercing fife, The royal banner, and all quality, Pride, pomp, and circumstance of glorious war! | český překlad Sbohem, ržající oři, břeskná trubko, bubne, píšťalo, zprobodávající sluch, vznešená korouhvi a důstojenství a okázalá pompo pyšné vojny! |

## Pochody
- Pochod č. 1 D-dur (1901)
- Pochod č. 2 a-moll (1901)
- Pochod č. 3 c-moll (1904)
- Pochod č. 4 G-dur (1907)
- Pochod č. 5 C-dur (1930)
- Pochod č. 6 g-moll (pouze náčrt, dokončený Anthony Paynem v roce 2006)

Každý z pochodů trvá přibližně 5-6 minut.

## Historie díla
První dva pochody měly premiéru v říjnu 1901 v Liverpoolu a o dva dny později Londýně na koncertě promenádní hudby, kde sklidily obrovský úspěch u publika; zejména pochod č. 1, který byl hrán jako druhý v pořadí. Podle vzpomínek tehdejšího dirigenta Henryho Wooda: Bylo to jedinkrát v historii promenádních koncertů, kdy si orchestrální kus vysloužil dvojnásobný přídavek. Sotva jsem si tehdy pomyslel, že krásná, široká melodie tria se jednoho dne rozvine do naší druhé národní hymny - Land of Hope and Glory. 
O rok později byl Elgar pověřen složením slavnostní ódy ke korunovaci krále Eduarda VII. Na výslovné přání samotného krále do finále Korunovační ódy zakomponoval i oblíbenou melodii Pochodu č. 1, kterou opatřil slovy A. C. Benson. Tak vznikla píseň Land of Hope and Glory (Země naděje a slávy), která svou oblíbeností mezi Angličany předčila tradiční britskou hymnu.
Oba pochody Elgar prodal hudebnímu vydavatelství Boosey, s nímž podepsal kontrakt na celkem šest opusů pod souhrnným názvem Pomp and Circumstance Military Marches. Povzbuzen úspěchem, Elgar brzy napsal další dva pochody, přičemž zejména Pochod č. 4 dosáhl téměř stejné obliby, jako Pochod č. 1. Také tento pochod byl opatřen slovy, nejprve textem básně The King's Way od Elgarovy manželky Alice a později za druhé světové války vlasteneckým textem spisovatele A. P. Herberta, Song of Liberty.
Do své smrti Elgar pracoval na dalších dvou nasmlouvaných pochodech, pouze jeden však dokončil. Ačkoli Pochod č. 5 byl vydán až v roce 1930, sestává z motivů, které si Elgar zaznamenal již před mnoha lety, takže všech pět pochodů je si časově mnohem blíž, než jejich číslování a datum vydání naznačuje. Přes různorodé zpracování, všechny sdílejí tutéž strukturu, v níž se střídají úseky scherzo a trio. Také nedokončený Pochod č. 6, který na základě dochovaných poznámek zkomponoval anglický skladatel Anthony Payne až v roce 2006, sestával z motivů datovaných již do roku 1910, avšak některé se nakonec vyskytly v jiných Elgarových dílech, publikovaných již v letech 1917 a 1929.